# اچ‌ام‌ای‌اس وانگ پو
اچ‌ام‌ای‌اس وانگ پو (به انگلیسی: HMAS Whang Pu) یک کشتی بود که طول آن ۳۲۰ فوت (۹۸ متر) بود. این کشتی در سال ۱۹۲۰ ساخته شد.